# Мирза Баба, Абталыб оглы
Мирза Баба Абталыб оглы (азерб. Mirzəbaba Abtalıb oğlu; род. 10 июня 1926, Баку) — советский азербайджанский нефтяник, Герой Социалистического Труда (1959).

## Биография
Родился 10 июня 1926 года в посёлке Нардаран близ Баку, столицы Азербайджанской ССР.
С 1942 года — оператор нефтеперерабатывающего завода имени Вано Стуруа, с 1956 года — старший оператор, с 1959 года — начальник крекинговой установки Ново-Бакинского НПЗ имени Владимира Ильича. В 1958 году выполнил производственный план на 115 процентов, а план 1959 года выполнил досрочно.
Указом Президиума Верховного Совета СССР от 19 марта 1959 года за выдающиеся успехи, достигнутые в деле развития нефтяной и газовой промышленности Мирзе Баба Абталыб оглы присвоено звание Героя Социалистического Труда с вручением ордена Ленина и золотой медали «Серп и Молот».
Активно участвовал в общественной жизни Азербайджана. Член КПСС с 1954 года.
С 2002 года — пенсионер союзного значения.